# Vasile Pârvan
Vasile Pârvan (Huruiești, 28 settembre 1882 – Bucarest, 26 giugno 1927) è stato uno storico, archeologo ed epigrafista romeno.

## Biografia
A Bucarest, dove studiò storia, ebbe tra i suoi professori Nicolae Iorga. Continuò i suoi studi in Germania dove, nel 1909, ottenne il dottorato con una tesi dal titolo Die Nationalität der Kaufleute in römischen Kaiserreich (La nazionalità dei commercianti nell'Impero romano). In quello stesso anno divenne professore all'Università di Bucarest, e fu ammesso come membro della Accademia di Romania. Nel 1920 fondò la Scuola romena di Roma di cui fu direttore fin dall'inizio. Fu socio straniero dell'Accademia nazionale dei Lincei dal 1927.
I suoi principali interessi furono nell'ambito dell'archeologia della preistoria e nell'antichità classica, con una particolare attenzione ai rapporti tra popolazioni indigene e colonizzatori. Organizzò diverse campagne archeologiche: tra queste, le più importanti furono quelle che interessarono il sito di Histria e Callatis, dal 1914 al 1927.
Tra le istituzioni che portano il suo nome vi sono: l'Istituto di archeologia Vasile Pârvan della Accademia di Romania a Bucarest (un organismo originalmente fondato il 3 novembre, 1834), e il Museo Vasile Pârvan di Bârlad (fondato il 10 aprile 1914).

## Opere
- Contribuţii epigrafice la istoria creştinismului dacoroman (Contributi epigrafici alla storia del cristianesimo daco-romano), 1911
- Începuturile vieţii romane la gurile Dunării (Gli inizî della vita romana alle foci del Danubio), 1923
- Getica. Una protostoria della Dacia, 1926
- Dacia. Ancient Ancient Civilisations of the Carpathian-Danube Areas Cambridge University Press, postumo, 1928